# 普賢真人
普賢真人（ふげんしんじん）は、中国の小説『封神演義』に登場する仙人。崑崙十二大師のひとり。
九宮山・白鶴洞の主。木吒の師。後に入釈成仏し、普賢菩薩となった。
十絶陣の戦いで他の兄弟弟子と共に西岐を訪れ、姜子牙たちに助力した。その際に袁天君の寒氷陣を破っている。
万仙陣では霊牙仙と戦い、三面六臂で青みがかった赤い顔に巨大な牙を生やすという、真の姿を現した。原形（白象）を現した霊牙仙を自分の乗騎にする。また慈航道人・文殊広法天尊と共に金霊聖母と戦った。
呉鉤剣という、雌雄二振りの剣を所持している。